# Préfecture (Lyon)
Die Préfecture  ist eine Stadtviertel in Lyon im 3. Arrondissement. Es liegt zwischen dem Ufer der Rhone, den Stadtteilen Moncey, La Part-Dieu und dem Cours Lafayette.
Der Stadtteil liegt um die Verwaltungsgebäude der Präfektur des Département Rhône am Cours de la Liberté.